# Майки Мадисън
Майки Мадисън (на английски: Mikey Madison) е американска актриса. Започва кариерата си в късометражни филми и придобива известност с ролята си на тийнейджър в сериала Better Things (2016 – 2022). След това влиза в ролята на Сюзън Аткинс във филма на Куентин Тарантино – „Имало едно време в Холивуд“ (2019) и Амбър Фрийман във филма на ужасите – „Писък“ (2022). Получава много високи оценки за ролята си на Анора в едноименния филм от 2024 година, спечелил „Златна палма“ на фестивала в Кан.
Родена е в Лос Анджелис и израства в Сан Фернандо. Двамата ѝ родители са психолози и има още двама братя (един от които е неин близнак) и две сестри, които също са близначки. Първоначално тренира професионално конен спорт, преди да се насочи към актьорството на 14-годишна възраст.
На 2 март 2025 година печели „Оскар“ за най-добра женска роля за ролята си във филма „Анора“.

## Избрана филмография
- Better Things (2016 – 2022) – Максин Фокс (сериал)
- „Носталгия“ (2018) – Катлийн
- „Имало едно време в Холивуд“ (2019) – Сюзън Аткинс
- „Семейство Адамс“ (2019) – Канди (глас)
- „Писък“ (2022) – Амбър Фрийман
- „Анора“ (2024) – Анора Михеева / Ани